# Albert Mélot
Le baron Albert Mélot, né le 18 juin 1915 à Paris et mort le 23 octobre 2010 à  Namur, est un magistrat et résistant belge.

## Biographie
Albert Mélot est le fils d'Auguste Mélot et de Marguerite Verhaegen (fille du baron Arthur Verhaegen). Il grandit dans le château familial de Lonzée.
De 1928 à 1934, il fait ses études secondaires à l'école de l'abbaye de Maredsous. Obtenant son diplôme de candidat en lettres et philosophie à l'Université de Namur en 1936, il commence l'année suivannte des études de droit à l'Université catholique de Louvain, qu'il interrompt pour passer les six premiers mois de 1939 à Londres. La même année, il réussit les examens de droit de troisième année devant le Jury Central. Au mois d'octobre 1939, il prête serment d'avocat et entre au barreau de Namur.

### La Résistance
Pendant la Seconde Guerre mondiale, à la fin de 1942, impliqué dans une ligne d'évasion locale de pilotes abattus de la RAF à Namur, il rejoint Londres et reçoit une formation militaire, notamment au sein du Special Operations Executive (SOE).
En mars 1944, il discute avec le Premier ministre belge Hubert Pierlot de la possibilité de libérer le roi Léopold III de l'assignation à résidence à Laeken. À cet effet, Mélot est parachuté dans une forêt de la commune belge de Somme-Leuze le 10 avril 1944, où il se cache un moment puis est transféré en camionnette à Jemeppe-sur-Meuse. Lorsque Léopold III est transféré en Allemagne le 7 juin 1944, ce projet est abandonné et Mélot est envoyé à Gand. Là, il fait partie de l'état-major de l'Armée secrète dans la zone de Flandre orientale et occidentale, où il est responsable du largage d'armes et de postes de transmission.
Après le débarquement en Normandie, Mélot quitte Gand pour se cacher à Gavere, où il est dénoncé et arrêté par la Feldgendarmerie allemande et enfermé au Nieuwewandeling.
Comme il connaissait trop de secrets militaires liés au débarquement de Normandie, une action est entreprise par un commando, sur ordre du SOE de Londres, pour le libérer. Le 15 juillet 1944, lors de son transfert du quartier général de la Police secrète de campagne (GFP) sur le Kouter à la prison de Nieuwe Wandelen, après un énième interrogatoire, la voiture allemande dans laquelle il se trouvait dans la Papagaaistraat est heurtée par une charrette à bras venant de la Maagdestraat, stoppé, tuant les deux escortes allemandes. Le commandement le cache à Oostakker la première nuit et le transfère le lendemain à Bruxelles, où il se cache jusqu'à la libération en septembre 1944.
En représailles du GFP, entre le 15 juillet et la fin août 1944, une centaine de personnes sont arrêtées parce qu'elles étaient soupçonnées d'avoir participé à sa libération, dont environ la moitié ne survécurent pas à la guerre. Le père d'Albert, sa mère et ses sœurs aînées Madeleine, Claire et Suzanne sont également arrêtés en juillet 1944. Son père décède le 6 novembre 1944 à Neuengamme, sa mère et sa fille Suzanne décèdent début 1945 à Ravensbrück. Son plus jeune frère Jean est tué le 10 juin 1944 lors d'une action de l'Armée secrète à Hasselt.
Mélot termine sa carrière militaire comme capitaine-commandant de la Brigade Para-Commando dans le cadre de la réserve de l'Armée belge.

### Après la guerre
En 1946, Mélot est nommé juge au tribunal de première instance de Namur.
Le 16 octobre 1946, il épouse Thérèse Gendebien, fille de Paul Gendebien.
Il est commissaire international de la Fédération des scouts catholiques (FSC) de 1951 à 1954.
En 1958, il projette, sans succès, d'enlever Léon Degrelle en Espagne pour le rapatrier en Belgique.
En février 1960, Mélot est envoyé au Congo belge, avec 20 autres magistrats, pour surveiller les élections qui suivent l'indépendance.
En 1972, alors qu'il n'a que 57 ans et qu'il est entre-temps vice-président au tribunal de première instance de Namur, il prend sa retraite pour raisons de santé.
Le 23 septembre 1975, Albert Mélot reçoit le titre de baron.
Il est président d'honneur de l'Œuvre nationale des Invalides de Guerre (Namur) et de la "Maison de l'adolescence" (Géronsart).

## Distinctions
- Officier de l'ordre de Léopold II

## Sources
1. ↑  L'évasion héroïque et dramatique d'Albert Mélot, L'Avenir, 12-10-2019
2. ↑  Il a voulu enlever Degrelle, L'Avenir

- Marc Verschooris: De papegaai is geschoten, Snoeck-Ducaju 1994.
- Marc Verschooris: Wachten op de maan van mei, Snoeck-Ducaju 2000.
- Marc Verschooris: Attendre la lune de mai, les combattants de l'ombre Deweer, Mélot et Wouters, Craft 2019.
- Mélot Albert
- Hommage au baron Mélot, L'Avenir, 24-11-2010